# Messor marikovskii
Messor marikovskii is een mierensoort uit de onderfamilie van de Myrmicinae. De wetenschappelijke naam van de soort is voor het eerst geldig gepubliceerd in 1970 door Arnoldi.